# Binta Drammeh
Binta Drammeh, née le 21 mai 1992 à Skäggetorp (Suède), est une joueuse suédoise de basket-ball.

## Biographie
En équipe nationale, elle dispute en 2008 le championnat d'Europe des 16 ans et moins, en 2009 le championnat d'Europe des 18 ans et moins. Après avoir disputé en division B le championnat d'Europe des 20 ans et moins en 2011, elle permet à la Suède de disputer l'année suivante en 2012 le championnat d'Europe des 20 ans et moins en division A, l'équipe des U20 finissant 6e de sa compétition. Lors de cette dernière rencontre, elle était opposée à sa future et éphémère coéquipière la française Agathe Degorces.
En 2012, elle dispute l'Eurocoupe avec le club suédois de Telge Basket qui obtient deux victoires et quatre défaites au premier tour, et elle aligne en moyenne 14,5 points, 8,5 rebonds et 1,5 passe décisive. À l'été 2012, elle signe un contrat avec Toulouse, mais elle finit par rejoindre Mondeville pour suppléer Touty Gandega. Fin décembre, elle quitte le club et est remplacée par  Noelle Quinn. Elle termine la saison en Allemagne à Bamberg pour   16,4 points et 7 rebonds en 12 rencontres de Bundesliga avant de rejoindre le club russe de Dynamo Novossibirsk à l'intersaison. Elle y tourné à 11,9 points, 3,9 rebonds, 1,4 passe décisive, 1,9 interception en championnat et 16,3 points, 6,2 rebonds, 1,3 passe décisive, 1,2 interception en Eurocoupe puis rejoint à l'été 2014 le club turc de Hatay Belediye.

## Équipe nationale
Lors des qualifications pour l'Euro 2015, ses statistiques sont de 2.5 points et 1.3 rebond en 9 minutes par rencontre.

## Clubs
| Saisons   | Équipe              | Pays      |
| 2008-2012 | Telge Basket        | Suède     |
| 2012-2012 | USO Mondeville      | France    |
| 2013-2013 | Bamberg             | Allemagne |
| 2013-2014 | Dynamo Novossibirsk | Russie    |
| 2014-     | Hatay Belediye      | Turquie   |

## Palmarès
- Championne d'Europe des 20 ans et moins (Division B) en 2011[9]